# Virtus Pallacanestro Bologna 2022-2023
Questa voce raccoglie le informazioni riguardanti la Virtus Pallacanestro Bologna nelle competizioni ufficiali della stagione 2022-2023.

## Stagione
La stagione 2022-2023 della Virtus Pallacanestro Bologna sponsorizzata Segafredo, è l'84ª nel massimo campionato italiano di pallacanestro, la Serie A.

## Maglie
Le maglie sono prodotte dall'azienda bolognese Macron. Per i match di campionato, la Home è nera con collo a V con bordi con linee rosse, nere e bianche, abbinamento cromatico presente anche sugli sbracci. Sul petto, a destra, in bianco, è stampato il logo del fornitore e a sinistra lo stemma della Virtus. Sul fianco della maglia è presente una banda bianca all’interno della quale, tono su tono, sono inserite con effetto pixelato delle V di varie dimensioni. I pantaloncini neri hanno il bordo superiore con una banda a righe rosse, bianche e nere e sui fianchi è riproposta la banda verticale con all’interno le V in varie dimensioni e in grafica pixelata. La versione Away è identica nel design e nei dettagli ma ha il bianco come colore principale.
Per le maglie in Eurolega, la versione è nera a girocollo con bordo bianco e fine riga dorata, stesso abbinamento cromatico che troviamo sugli sbracci e sui bordi della banda bianca laterale. Nel retrocollo esterno è presente la bandiera tricolore, mentre sul petto, a destra, uno sotto l’altro, sono stampati il logo della Virtus e il logo Macron. Presenti la banda verticale bianca. Come per il campionato, il kit è nero per la divisa casalinga e bianco per quella da trasferta.
| Casa (Campionato) | Trasferta (Campionato) | Casa (Eurolega) |

## Roster
Aggiornato all'8 agosto 2022.
| Segafredo Virtus Bologna 2022-23 | Segafredo Virtus Bologna 2022-23 |
| Giocatori                        | Staff tecnico                    |
| -------------------------------- | -------------------------------- |

| N. | Naz.                                   | Ruolo | Nome                | Anno | Alt.   | Peso   |  |
| -- | -------------------------------------- | ----- | ------------------- | ---- | ------ | ------ |  |
| 00 | Francia (bandiera)                     | GA    | Isaïa Cordinier     | 1996 | 196 cm | 89 kg  |  |
| 1  | Italia (bandiera)                      | P     | Nico Mannion        | 2001 | 190 cm | 86 kg  |  |
| 2  | Italia (bandiera)                      | PG    | Giovanni Faldini    | 2005 | 191 cm | 84 kg  |  |
| 3  | Italia (bandiera)                      | G     | Marco Belinelli (C) | 1986 | 196 cm | 100 kg |  |
| 6  | Italia (bandiera)                      | P     | Alessandro Pajola   | 1999 | 194 cm | 95 kg  |  |
| 7  | Belgio (bandiera)                      | C     | Ismaël Bako         | 1995 | 208 cm | 95 kg  |  |
| 11 | Italia (bandiera)                      | P     | Michele Ruzzier     | 1993 | 182 cm | 80 kg  |  |
| 14 | Francia (bandiera)                     | C     | Mouhammadou Jaiteh  | 1994 | 211 cm | 112 kg |  |
| 19 | Danimarca (bandiera)                   | G     | Gabriel Lundberg    | 1994 | 193 cm | 92 kg  |  |
| 20 | Italia (bandiera)                      | C     | Lucio Martini       | 2004 |        |        |  |
| 21 | Georgia (bandiera)                     | AC    | Tornik'e Shengelia  | 1991 | 206 cm | 109 kg |  |
| 23 | Italia (bandiera)                      | PG    | Daniel Hackett      | 1987 | 197 cm | 96 kg  |  |
| 24 | Croazia (bandiera) · Italia (bandiera) | AG    | Leo Menalo          | 2002 | 208 cm | 95 kg  |  |
| 25 | Stati Uniti (bandiera)                 | AC    | Jordan Mickey       | 1994 | 203 cm | 107 kg |  |
| 29 | Senegal (bandiera) · Italia (bandiera) | C     | Gora Camara         | 2001 | 214 cm | 114 kg |  |
| 34 | Stati Uniti (bandiera)                 | AP    | Kyle Weems          | 1989 | 198 cm | 100 kg |  |
| 37 | Stati Uniti (bandiera)                 | A     | Semi Ojeleye        | 1994 | 200 cm | 109 kg |  |
| 44 | Serbia (bandiera)                      | P     | Miloš Teodosić      | 1987 | 196 cm | 90 kg  |  |
| 55 | Italia (bandiera)                      | AP    | Awudu Abass         | 1993 | 198 cm | 100 kg |  |
| -  | Italia (bandiera)                      | GA    | Lorenzo Cappellotto | 2005 | 187 cm |        |  |
| -  | Italia (bandiera)                      | G     | Giacomo Venturi     | 2004 |        |        |  |

| Allenatore |
| - Sergio Scariolo |
| Assistente/i |
| - Matteo Cassinerio - Andrea Diana - Christian Fedrigo - Alberto Seravalli - Iacopo Squarcina Legenda - (C) Capitano - (IN) Inattivo - Infortunato Roster |

## Mercato

### Sessione estiva
| Acquisti | Acquisti         | Acquisti             | Acquisti      | Acquisti |
| R.       | Nome             | da                   | Modalità      |          |
| -------- | ---------------- | -------------------- | ------------- | -------- |
| G        | Gabriel Lundberg | Phoenix Suns         | svincolato    |          |
| A        | Semi Ojeleye     | Free agent           | svincolato    |          |
| AG       | Leo Menalo       | Stella Azzurra       | svincolato    |          |
| AC       | Jordan Mickey    | Zenit S. Pietroburgo | svincolato    |          |
| C        | Ismaël Bako      | Manresa              | svincolato    |          |
| C        | Gora Camara      | V.L. Pesaro          | fine prestito |          |

| Cessioni | Cessioni         | Cessioni          | Cessioni       | Cessioni |
| R.       | Nome             | a                 | Modalità       |          |
| -------- | ---------------- | ----------------- | -------------- | -------- |
| GA       | Marco Ceron      | Nardò Basket      | fine contratto |          |
| AG       | Amar Alibegović  | Cedevita Olimpija | rescissione    |          |
| AG       | Kevin Hervey     | Free agent        | rescissione    |          |
| AC       | JaKarr Sampson   | Free agent        | rescissione    |          |
| C        | Amedeo Tessitori | Reyer Venezia     | fine contratto |          |
| C        | Ekpe Udoh        | Free agent        | rescissione    |          |

### Dopo l'inizio della stagione
| Acquisti | Acquisti | Acquisti | Acquisti | Acquisti |
| R.       | Nome     | da       | Data     | Modalità |
| -------- | -------- | -------- | -------- | -------- |

| Cessioni | Cessioni        | Cessioni      | Cessioni         | Cessioni    |
| R.       | Nome            | a             | Data             | Modalità    |
| -------- | --------------- | ------------- | ---------------- | ----------- |
| P        | Michele Ruzzier | Pall. Trieste | 21 novembre 2022 | rescissione |